# カンタブリア大学
カンタブリア大学（スペイン語: Universidad de Cantabria）は、スペイン・カンタブリア州サンタンデールに本部を置く公立大学。略称はUC。1972年に設立された際の名称はサンタンデール大学(スペイン語: Universidad de Santander)。
サンタンデールのメインキャンパスに加えて、トレラベーガとコミーリャスにもキャンパスを有する。2013年の世界大学学術ランキングでは、物理学の分野で世界151-200位の大学に選ばれた。

## 歴史
1829年には海洋学校の前身である航海学校が、1901年には土木工学校や産業工学・情報工学校の前身である工学校が、1915年には教育学部の前身である普通学校が、1929年には看護学校の前身である看護学校が設立された。スペイン内戦後の1950年代にはトレラベーガに鉱山学校の前身である鉱山学校が設立された。1966年にはバリャドリッド大学に付属する土木工学校が設立され、1969年にはオビエド大学に付属する法学校が設立された。
フランコ体制下のスペイン末期の1972年8月18日、サンタンデール大学として設立された。1985年にカンタブリア大学に改称した。

## 学部・学校
カンタブリア大学は15の学部または学校を有する。

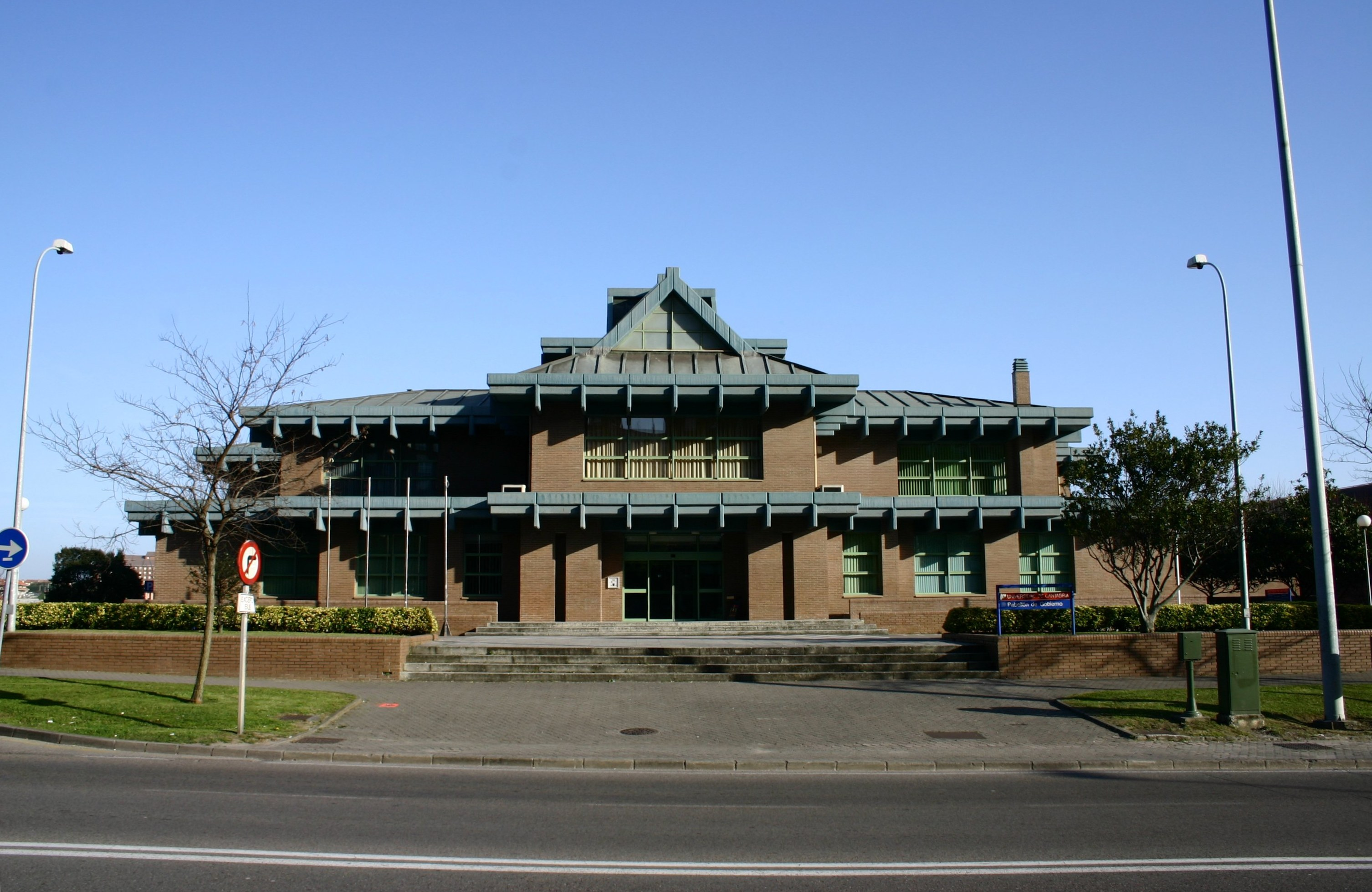
理学部
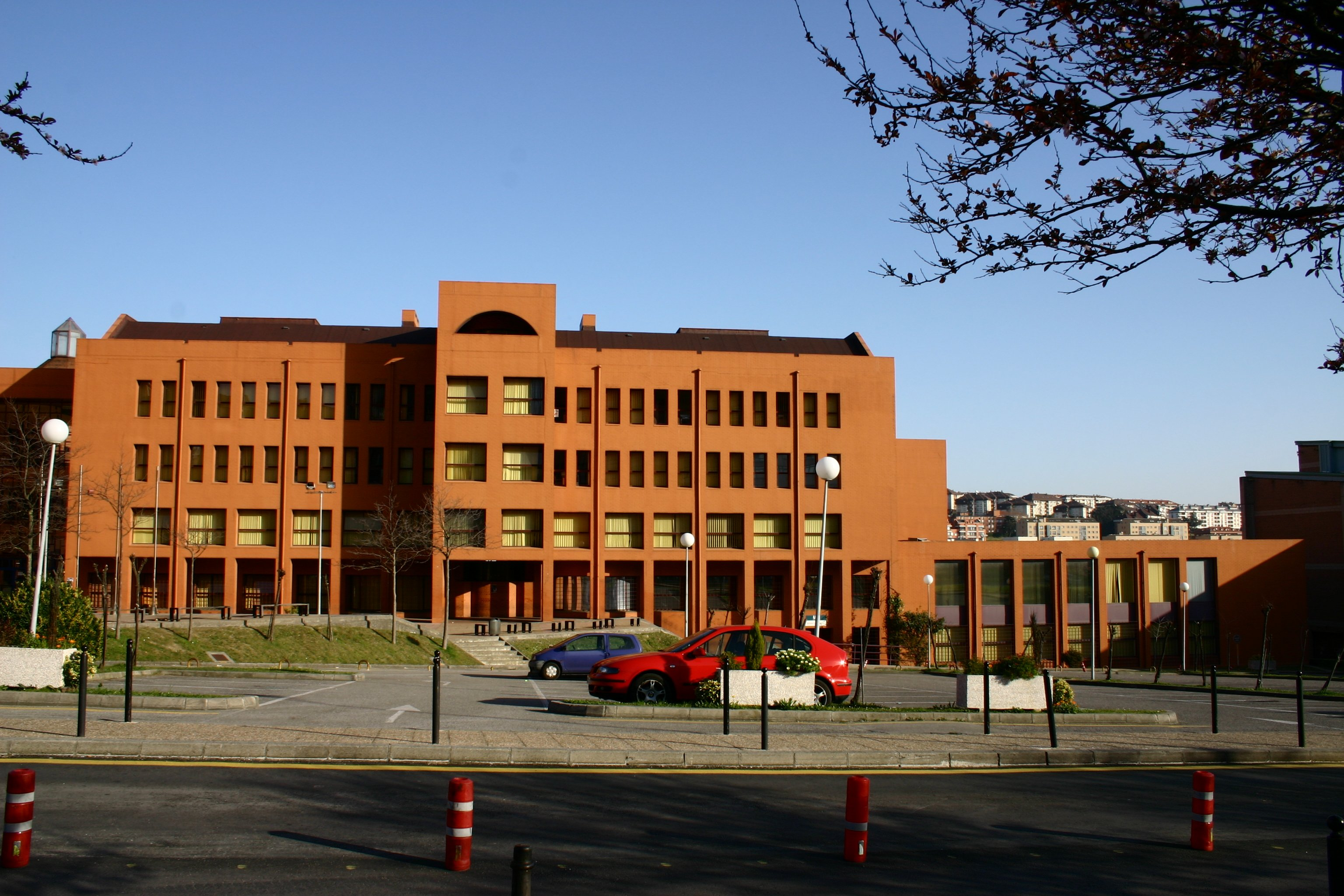
人文学部
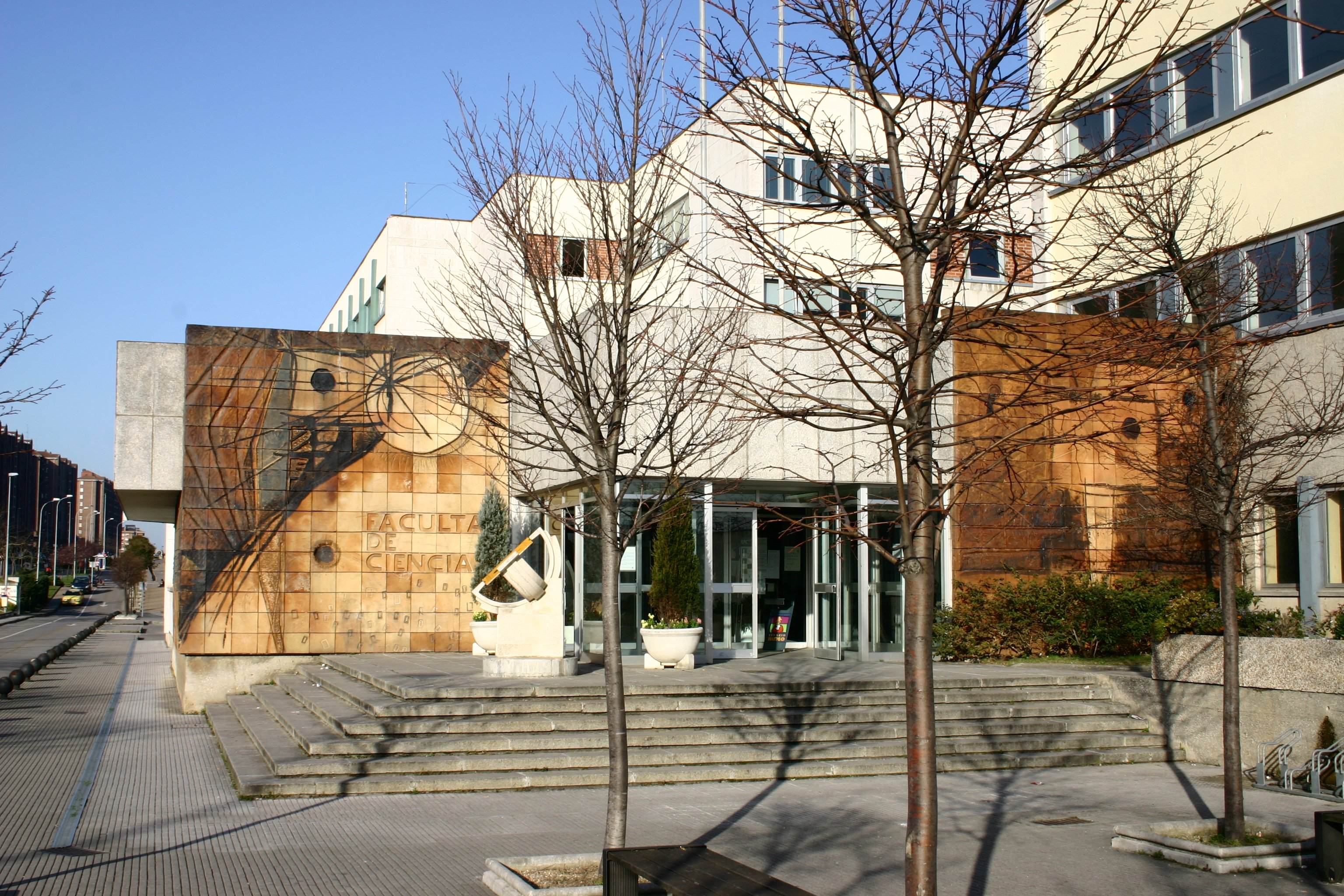
理学部

- 医学部
- 経済学・経営学部
- 法学部
- スペイン学国際センター
- 観光学校
- 理学療法学校
- 教育学部
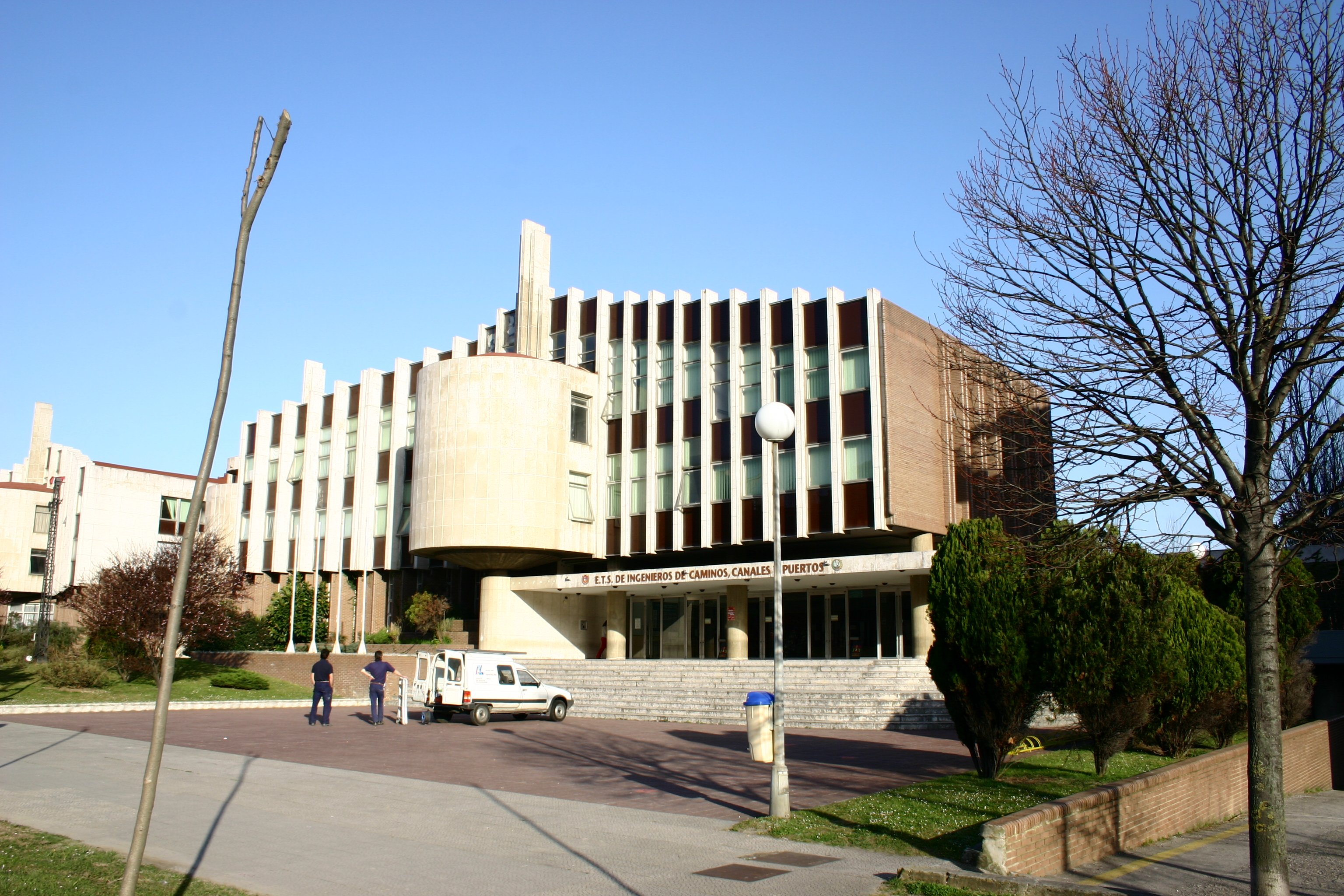
土木工学校
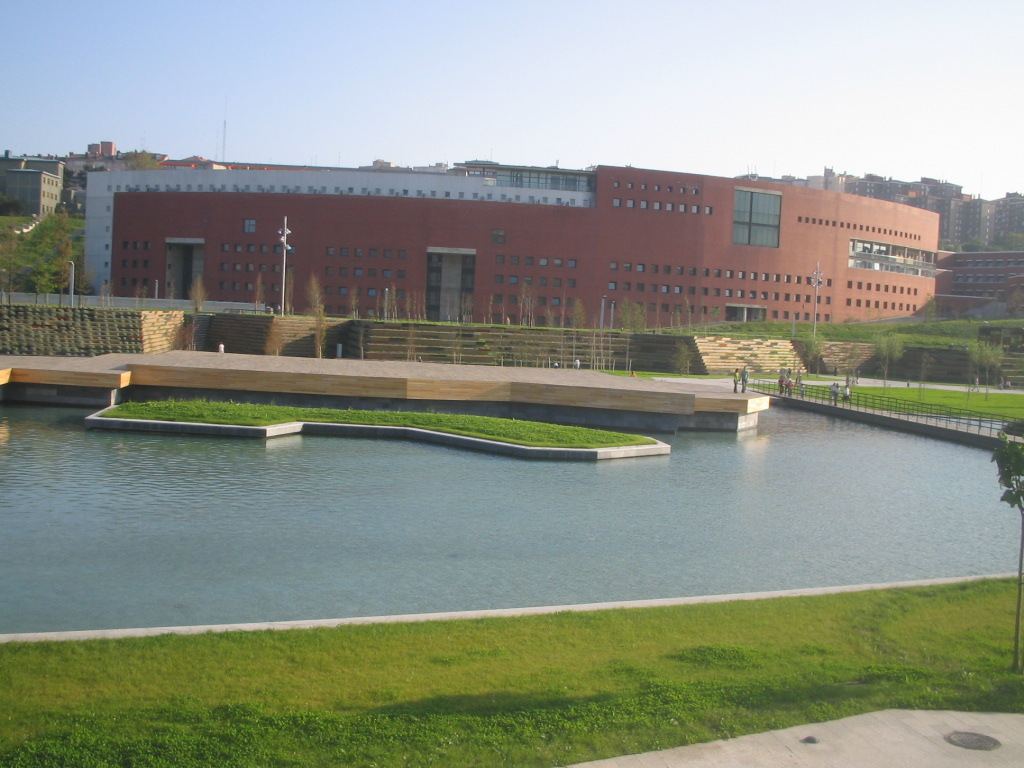
産業工学・情報工学校
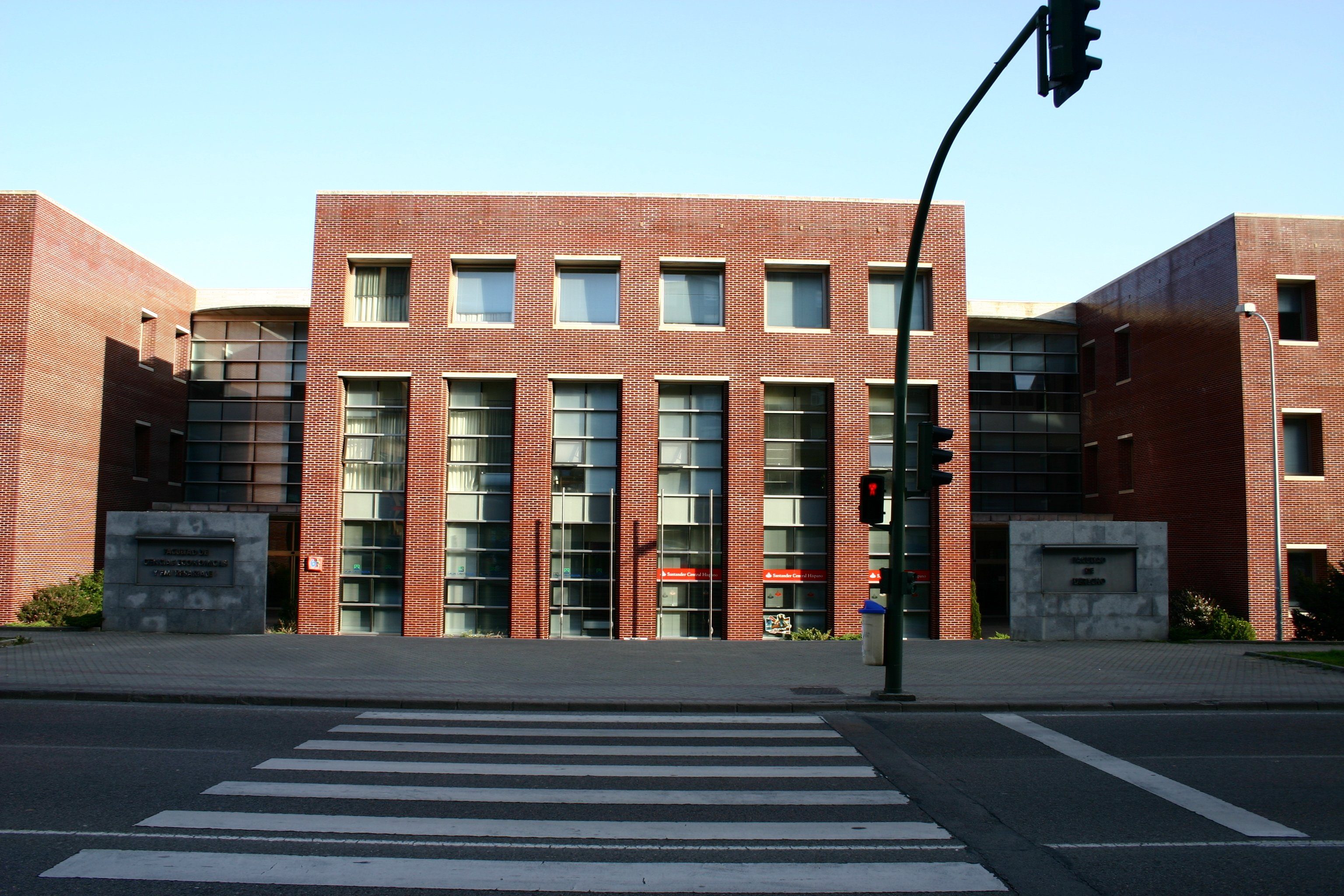
経済学・経営学部、法学部

- 海洋学校
- 看護学校
- 鉱山学校
- 環境工学校

- 本部棟
- 人文学部、教育学部
- 理学部
- 土木工学校
- 産業工学・情報工学校
- 経済学・経営学部、法学部